# El hijo bastardo y el mismísimo diablo
El hijo bastardo y el mismísimo diablo (The Bastard Son & The Devil Himself en su versión original) es una serie de televisión británica de fantasía y drama creada por Joe Barton para Netflix. Basada en la novela juvenil El lado oscuro, escrita por Sally Green, la serie cuenta la historia de Nathan Byrn, un hijo ilegítimo de un peligroso brujo, Marcus Edge, que lucha por superar sus probabilidades de seguir los pasos de su padre mientras descubre su verdadera identidad junto a sus amigos. la serie fue cancelada después de una temporada.

## Sinopsis
Después de ser descubierto como un hijo ilegítimo de "El brujo de sangre más peligroso del mundo", Marcus Edge, Nathan Byrn, de 16 años, fue monitoreado por el Consejo de brujas Fairborn durante varios años. Sin embargo, a medida que aumenta el conflicto entre los brujos de sangre y los brujos fairborn, Nathan encontró una oportunidad para escapar. Mientras escapaba, pronto construyó alianzas con Annalise y Gabriel mientras descubría secretos de sí mismo previamente desconocidos.

## Reparto
- Jay Lycurgo como Nathan Byrn
- Nadia Parkes como Annalise O'Brien
- Emilien Vekemans como Gabriel
- Isobel Jesper Jones como Jessica Byrn
- Karen Connell como Celia
- Paul Ready como Soul O'Brien
- David Gyasi como Marcus Edge
- Kerry Fox como Esmie
- Fehinti Balogun como Bjorn
- Misia Butler como Niall
- Liz White como Penélope
- Róisín Murphy como Mercurio
- Tim Plester como Rowan[4]